# Richard Barthelmess
Richard Semler Barthelmess (9 de maio de 1895 - 17 de agosto de 1963) foi um ator de cinema norte-americano, principalmente da era do cinema mudo de Hollywood. Estrelou ao lado de Lillian Gish em "Broken Blossoms" (1919) e "Way Down East" (1920), de DW Griffith, e foi um dos fundadores da Academia de Artes e Ciências Cinematográficas em 1927. No ano seguinte foi indicado ao Oscar de Melhor Ator por dois filmes: "The Patent Leather Kid" e "The Noose".

## Primeiros Anos
Barthelmess nasceu em Nova York, filho de Caroline W. Harris, atriz de teatro, e Alfred W. Barthelmess. Seu pai morreu quando ele tinha um ano de idade. Através de sua mãe, ele cresceu no teatro, fazendo sua estréia em tenra idade. Em contraste, foi educado na Academia Militar do Rio Hudson em Nyack e Trinity College em Hartford, Connecticut. Atuou na faculdade e outras produções amadoras.  

## Carreira
A atriz russa Alla Nazimova, amiga da família, aprendeu inglês com Caroline Barthelmess. Nazimova convenceu Richard Barthelmess a tentar atuar profissionalmente e estreou em 1916 na série "Gloria´s Romance" como um extra não creditado. Também atuou como ator coadjuvante em vários filmes estrelados por Marguerite Clark. 
Seu próximo papel, em "War Brides", ao lado de Nazimova, atraiu a atenção do diretor DW Griffith, que lhe ofereceu vários papéis importantes, finalmente escalando-o com Lillian Gish em "Broken Blossoms" (1919) e "Way Down East" (1920). Ele fundou sua própria produtora, a Inspiration Film Company, juntamente com Charles Duell e Henry King. Um de seus filmes, "Tol'able David" (1921), no qual Barthelmess estrelou como um carteiro adolescente, foi um grande sucesso. Em 1922 a Photoplay o descreveu como o "ídolo de todas as garotas da América".

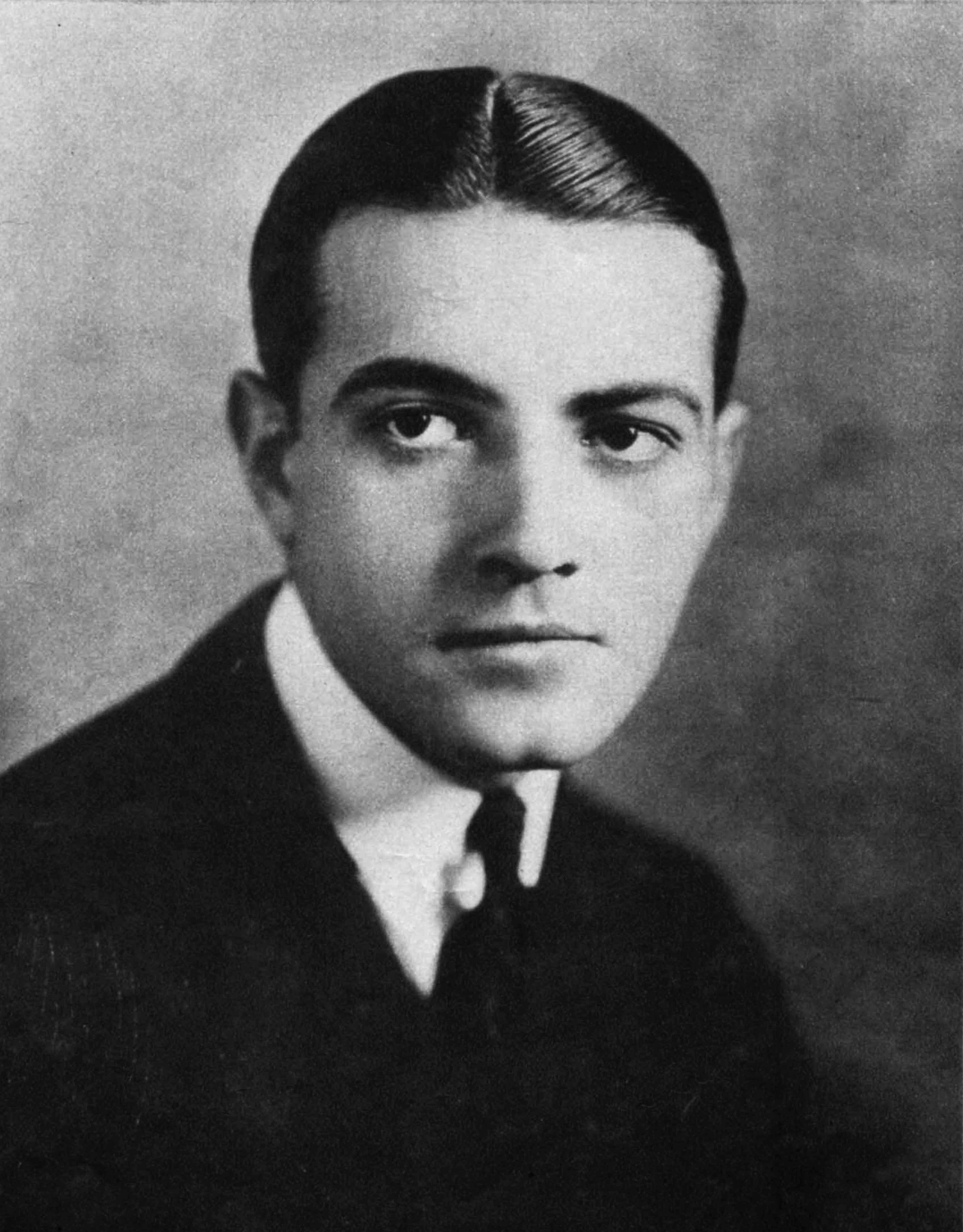
Revista Silverscreen, 1922

Barthelmess logo se tornou um dos artistas mais bem pagos de Hollywood, estrelando clássicos como "The Patent Leather Kid", em 1927 e "The Noose" em 1928. Foi indicado para Melhor Ator no primeiro Oscar por sua atuação nos dois filmes. Além disso, ganhou uma citação especial por produzir "The Patent Leather Kid". 
Com o advento do som, a sorte de Barthelmess mudou. Ele fez vários filmes falados, principalmente "Son of the Gods" (1930), "The Dawn Patrol" (1930), "The Last Flight" (1931), "The Cabin of the Cotton (1932), "Central Airport" (1933) e um papel de apoio em "Only Angels Have Wings" (1939). 

### Carreira pós-atuação
Barthelmess não conseguiu manter o estrelato de seus dias de cinema mudo e gradualmente deixou as telas. Alistou-se na Reserva da Marinha dos Estados Unidos durante a Segunda Guerra Mundial e serviu como tenente-comandante. Nunca mais voltou ao cinema, preferindo viver de seus investimentos. 

## Vida pessoal

### Casamentos e família
Em 18 de junho de 1920, Barthelmess se casou com Mary Hay, uma estrela de teatro e cinema, em Nova York. Tiveram uma filha, Mary Barthelmess, antes de se divorciarem.
Em 1928, Barthelmess casou-se com Jessica Stewart Sargent. Mais tarde, adotou o filho de Stewart de um casamento anterior. Permaneceram casados até a morte de Barthelmess em 1963. 

## Morte
Barthelmess morreu de câncer na garganta em 17 de agosto de 1963, aos 68 anos, em Southampton, Nova York. Ele foi enterrado no cemitério e mausoléu de Ferncliff, em Hartsdale, Nova York. 

## Legado
- Barthelmess foi um dos fundadores da Academia de Artes e Ciências Cinematográficas.[10]
- Em 1960, Barthelmess foi homenageado com uma estrela na Calçada da Fama de Hollywood, no Hollywood Boulevard 6755, por suas contribuições à indústria cinematográfica.[11]
- Barthelmess estava no segundo grupo de ganhadores do George Eastman Award em 1957, concedido pela George Eastman House por sua contribuição à arte do cinema.[12]

## Filmografia
- Gloria's Romance (1916)
- War Brides (1916)
- Snow White (1916)
- Just a Song at Twilight (1916)
- The Moral Code (1917)
- The Eternal Sin (1917)
- The Valentine Girl (1917)
- The Soul of a Magdalen (1917)
- The Streets of Illusion (1917)
- Camille (1917)
- Bab's Diary (1917)
- Bab's Burglar (1917)
- Nearly Married (1917)
- For Valour (1917)
- The Seven Swans (1917)
- Sunshine Nan (1918)
- Rich Man, Poor Man (1918)
- Hit-The-Trail Holliday (1918)
- Wild Primrose (1918)
- The Hope Chest (1918)
- Boots (1918)
- The Girl Who Stayed at Home (1919)
- Three Men and a Girl (1919)
- Peppy Polly (1919)
- Broken Blossoms (1919)
- I'll Get Him Yet (1919)
- Scarlet Days (1919)
- The Idol Dancer (1920)
- The Love Flower (1920)
- Way Down East (1920)
- Experience (1921)
- Tol'able David (1921)
- The Seventh Day (1922)
- Sonny (1922)
- The Bond Boy (1922)
- Fury (1923)
- The Bright Shawl (1923)
- The Fighting Blade (1923)
- Twenty-One (1923)
- The Enchanted Cottage (1924)
- Classmates (1924)
- New Toys (1925)
- Soul-Fire (1925)
- Shore Leave (1925)
- The Beautiful City (1925)
- Just Suppose (1926)
- Ranson's Folly (1926)
- The Amateur Gentleman (1926)
- The White Black Sheep (1926)
- The Patent Leather Kid (1927)
- The Drop Kick (1927)
- The Noose (1928)

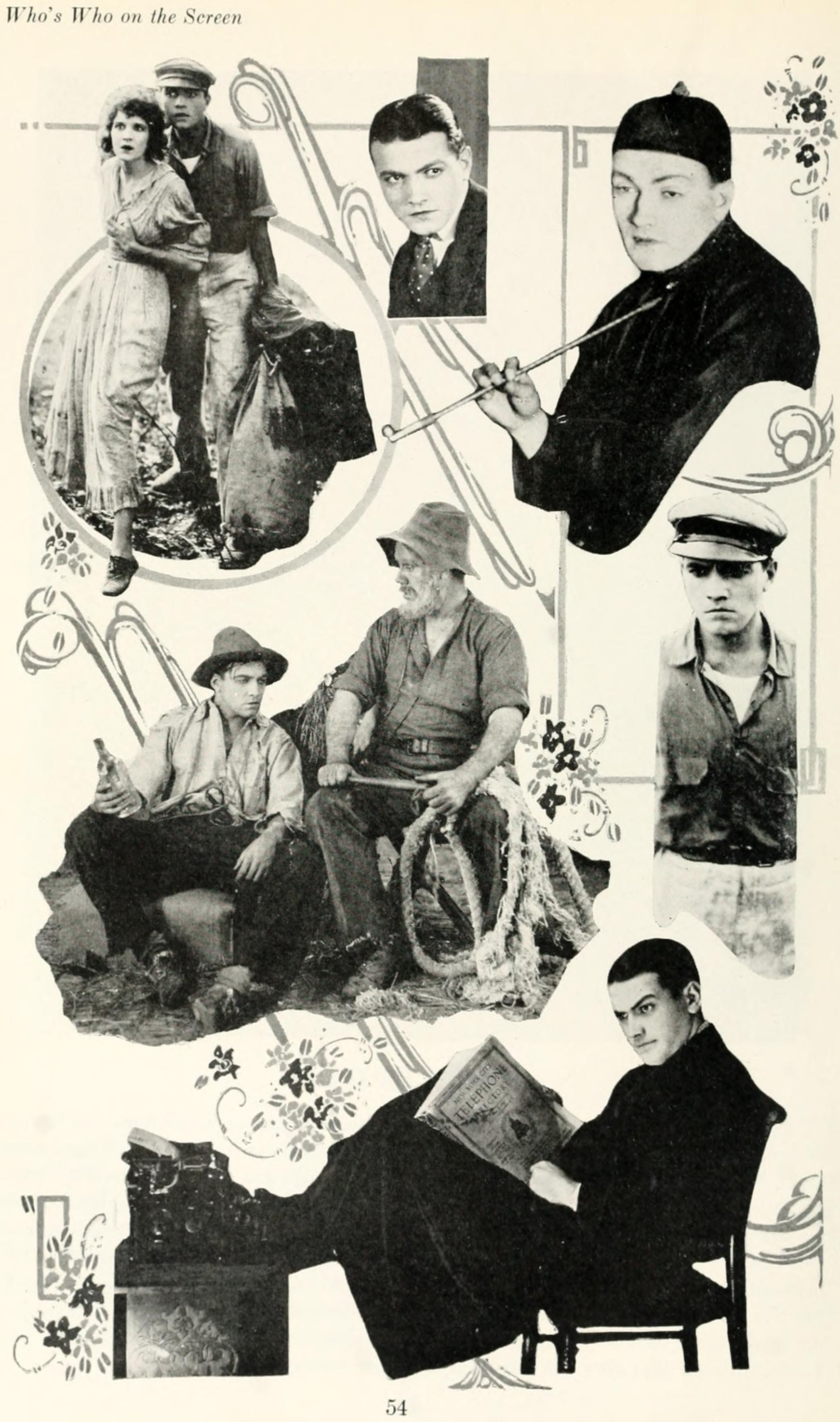
Colagem de vários personagens interpretados por Barthelmess, 1920

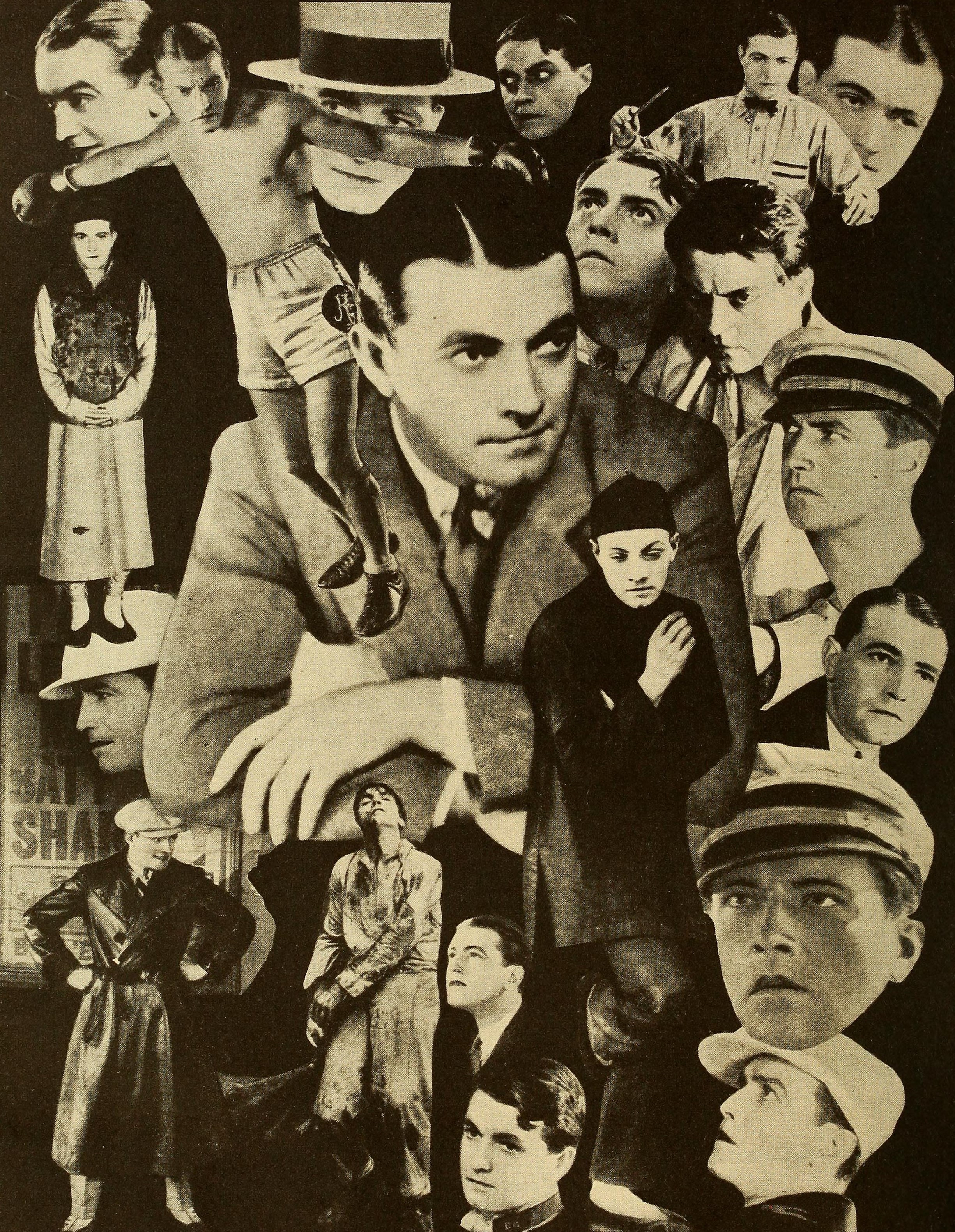
Outra colagem de fotos de vários filmes, 1930

- The Little Shepherd of Kingdom Come (1928)
- Wheel of Chance (1928)
- Out of the Ruins (1928)
- Scarlet Seas (1928)
- Weary River (1929)
- Drag (1929)
- Young Nowheres (1929)
- The Show of Shows (1929)
- Son of the Gods (1930)
- The Dawn Patrol (1930)
- The Lash (1930)
- The Finger Points (1931)
- The Last Flight (1931)
- Alias the Doctor (1932)
- The Cabin in the Cotton (1932)
- Central Airport (1933)
- Heroes for Sale (1933)
- Massacre (1934)
- A Modern Hero (1934)
- Midnight Alibi (1934)
- Four Hours to Kill! (1935)
- Spy of Napoleon (1936)
- Only Angels Have Wings (1939)
- The Man Who Talked Too Much (1940)
- The Spoilers (1942)
- The Mayor of 44th Street (1942)